# Карл Тетер
Карл Тетер (нім. Karl Thäter; 13 вересня 1886, Калліс, Східна Пруссія — 14 жовтня 1962, Берлін) — німецький військово-морський інженер, віцеадмірал крігсмаріне (1 лютого 1942).

## Біографія
1 жовтня 1908 року вступив на флот кандидатом на посаду інженера. Служив на лінійних кораблях; в 1912-14 роках перебував у відрядженні в Китаї. Учасник Першої світової війни, вахтовий інженер на лінійному кораблі «Імператор Вільгельм Великий» (4 серпня 1914 — 20 травня 1915). 21 травня 1915 року переведений в підводний флот, головний інженер підводних човнів U-17 (22 серпня 1915 — 25 серпня 1917) і U-107 (26 серпня 1917 — 15 грудня 1918).
З 1 грудня 1919 року —  вахтовий інженер на легкому крейсері «Грауденц», з 11 березня 1920 року — «Кенігсберг», з 7 вересня 1920 року — «Гамбург». Закінчив Вище технічне училище в Берліні (1923). З 28 березня 1923 року — головний інженер крейсера «Гамбург», з 31 березня 1924 року — інструктор військово-морського училища в Кілі. З 28 вересня 1927 року — головний інженер крейсера «Берлін». 28 березня 1929 року переведений референтом в штаб військово-морської станції «Нордзе», 29 січня 1930 року — в Морське керівництво. З 9 жовтня 1931 року — головний інженер лінійного корабля «Гессен». 29 вересня 1932 року знову призначений інструктором Кільского училища. З 28 вересня 1935 року — інженер військово-морської станції «Нордзе», з 21 вересня 1936 року — командування флоту.
10 лютого 1937 року очолив штаб командування по випробуванню кораблів нових конструкцій, неодноразово виконував обов'язки начальника командування. З 27 листопада 1939 року — начальник військово-морського училища в Кілі. 31 серпня 1942 року вийшов у відставку.

## Нагороди
- Залізний хрест
  - 2-го класу
  - 1-го класу (22 вересня 1918)
- Нагрудний знак підводника (1918) (7 червня 1918)
- Медаль «За вислугу років» (Пруссія) 3-го класу (9 років)
- Почесний хрест ветерана війни з мечами (1935)
- Медаль «За вислугу років у Вермахті» 4-го, 3-го, 2-го і 1-го класу (25 років; 2 жовтня 1936) — отримав 4 нагороди одночасно.
- Хрест Воєнних заслуг
  - 2-го класу з мечами (16 грудня 1940)
  - 1-го класу з мечами (30 січня 1942)